# Tianquan
Tianquan (en chino, 天全; pinyin, Tiānquán (escuchar)ⓘ) es un condado bajo la administración directa de la ciudad-prefectura de Ya'an. Se ubica en la provincia de Sichuan, centro-sur de la República Popular China. Su área es de 2390 km² y su población total para 2010 superó los 130 mil habitantes. 

## Administración
Desde diciembre de 2019, el  Condado Tianquan se divide en 10 pueblos que se administran en 7 poblados y 3 villas.

## Toponimia
El topónimo Tianquan [/tián-chuán/] apareció por primera vez cuando la dinastía Yuan estableció la Oficina de Reclutamiento Tianquan (天全招讨司). Según las Crónicas de Tianquan (天全州志), el nombre proviene del hecho de que hay mucha lluvia en la zona, por eso se llamaba Tianlou (天漏 'cielo que gotea'), luego se cambió 'lou' (goteo) por 'quan' (completo), para entenderse como "Cielo Completo" o "Cielo Perfecto", y transmitir una idea de plenitud o perfección.